# كارلينهوس جونيور
كارلينهوس جونيور (مواليد 8 أغسطس 1994) هو لاعب كرة قدم برازيلي.

## وصلات خارجية
- كارلينهوس جونيور على موقع رابطة كرة القدم اليابانية للمحترفين (اليابانية)
- كارلينهوس جونيور على موقع قاعدة بيانات كرة القدم.إي يو (الإنجليزية)
- كارلينهوس جونيور على موقع Soccerway.com (الإنجليزية)
- كارلينهوس جونيور على موقع عالم كرة القدم.نت (الإنجليزية)